# Wolfgang Cordan
Wolfgang Cordan (Pseudonym von Heinrich Wolfgang Horn; * 3. Juni 1909 in Berlin; † 29. Januar 1966 in Chichicastenango, Guatemala) war ein deutscher Schriftsteller, Übersetzer, Ethnologe und Widerstandskämpfer, der sich in seinem holländischen Exil am niederländischen Widerstand gegen die deutschen Besatzer beteiligte. Seine wesensmäßige Entdeckerfreude drückte sich sowohl in seiner literarischen wie auch in seiner völkerkundlichen Betätigung aus. Nach dem Krieg lebte Cordan in verschiedenen Ländern Mittel- und Südeuropas, später in Mexiko, wo er die von europäischen Eroberern weitgehend zerstörte Sprache und Schrift der Maya studierte. Seine diesbezüglichen Forschungsergebnisse werden verschiedentlich angezweifelt. Ähnlich umstritten ist der Grad von Cordans homosexueller Neigung; um 1950 zählte er jedenfalls zu den Autoren der international verbreiteten Homosexuellenzeitschrift Der Kreis.

## Leben
Wolfgang Horn, der Sohn aus bürgerlichem Hause (der Vater Ewald Horn war ein höherer Beamter) besuchte das traditionsreiche Internat Schulpforta, war in der Bündischen Jugend aktiv und studierte dann in Berlin Altphilologie, Philosophie und Musikwissenschaften. Er begeisterte sich für den Dichter Stefan George. Daneben zeigte er sich von Erich Mühsam, Bauhaus, Piscator, bei dem er eigenen Angaben zufolge als Hilfsregisseur und Assistent tätig war, sowie von Brecht beeindruckt und wurde von den politischen Idealen des Kommunismus angezogen. 1931 erschien sein erster Gedichtband Landschaften und Entrückungen.

### Exil
Nach der Machtübernahme durch die Nationalsozialisten emigrierte Horn im Februar 1933 nach Paris, schloss sich seinem links-intellektuellen Modernismus entsprechend surrealistischen Kreisen an, deren Einfluss die Metaphorik seiner zwischen Surrealismus und magischem Realismus angesiedelten Gedichte bis in die vierziger Jahre prägte, und legte sich den Künstlernamen Wolfgang Cordan zu. Er versuchte sich vor allem in der Lyrik. Seinen 1940 erschienenen Gedichtband Das Jahr der Schatten widmete er Yvan Goll. Ende 1933 reiste er in die Niederlande, redigierte 1934–1937 die Literaturzeitschrift Het Fundament, unabhängige Zeitschrift für Politik, Wirtschaft, Kultur und Literatur, leitete die viersprachige Zeitschrift Centaur und freundete sich mit Max Beckmann und Klaus Mann an; letzterem widmete er seine erste Erzählung. Den programmatischen Aufsatz über einen niederländischen Maler, Essai over het Surrealisme. Met een beschouwing over het werk van Willem van Leusden, in dem es um die von den Surrealisten angestrebte, von der marxistischen Orthodoxie als konterrevolutionär verurteilte Verbindung von Psychoanalyse und Marxismus ging, publizierte er 1935 im Amsterdamer Verlag Contact.

### Kriegszeit
Während des Krieges und der deutschen Besatzung war Cordan seit November 1944 in der niederländischen Widerstandsbewegung aktiv. Er stand in engem Kontakt zu Wolfgang Frommel und dessen sich als Wahrer der Tradition Stefan Georges gerierendem päderastischen Kreis, dessen Zentrum die Wohnung der Malerin Gisèle van Waterschoot van der Gracht in Amsterdam, Herengracht 401, war. Über die zum Kreis gehörenden Lehrer Friedrich W. Buri und William Hilsley hatte Frommel sich Zugang zu den Schülern der Quäkerschule Eerde verschafft und missbrauchte nicht wenige von ihnen sexuell unter dem Vorwand ihrer Erziehung und Bildung im Sinne Stefan Georges. 1943 lernte er dann auch Percy Gothein persönlich kennen: „Also der erste mensch aus des Meisters hand der mir begegnete,“ (sic) notierte er am 16. September 1943 in seinem Tagebuch. Der Kentaur Chiron, „Inbegriff des Weisen und berufenen Heldenerziehers, des ärztlichen Helfers auch,“ mit dessen Namen er sogar Briefe unterzeichnete, wurde ihm zur Identifikationsfigur seines Wirken als Mentor für jüngere Mitglieder des Kreises. In diesen Jahren entstanden die Gedichtbände Das Muschelhorn (1941), Orion Lieder (1941, recte 1943), Tag und Nacht Gleiche (1946) und Verwandlungen (1946), die er unter dem Einfluss Frommels und der intensivierten Auseinandersetzung mit Stefan George „unter die beiden Leitgestirne ’Eros' und ’Mythos' [...] als zwei gerade in Zeiten der Not und Wirren verlässliche Wegweisungen und -deutungen“ stellte.
Zusammen mit Frommel und seinem Freund Johannes Piron brachte Cordan einige der jüdischen Schüler der oben erwähnten Schule in Sicherheit, als sie nach dem Einmarsch der deutschen Truppen in die Niederlande in akuter Gefahr waren deportiert und ermordet zu werden. Als Hendrik van Hoorn lebte Cordan dann auf einem Polderhof, auf dem jüdische Schüler, darunter Johannes Piron, aus dem Internat der Quäkerschule Eerde Zuflucht gefunden hatten. Gedichte von Cordan und Piron sowie einem weiteren Mitglied dieser Gemeinschaft, Thomas Maretzki, enthält Lieder aus dem Polderhof. Amsterdam. In Erinnerung an einen Herbst (anonym in 21 Exemplaren 1943). In Israel erinnert ein Wolfgang-Cordan-Hain an diese Rettung und den Retter. Eines Sommerabends in Begleitung eines holländischen Kommunisten in Amsterdam unterwegs, erschoss Cordan vom Fahrrad aus einen Gestapo-Spitzel, nach dem der Widerstand schon länger fahndete; die beiden Illegalen konnten entkommen.

### Nachkriegszeit
Nach dem Krieg ließ sich Cordan, enttäuscht von den gesellschaftlichen und politischen Entwicklungen in den Niederlanden und in Deutschland, 1947 zunächst in Italien nieder, trieb archäologische Studien, bereiste den Mittelmeerraum und fotografierte für die Bildbände Das Mittelmeer (1953) und Der Nil (1956). 1948 bis 1952 lebte Cordan dann in Ascona im Tessin in Nachbarschaft zum Mythenforscher Karl Kerényi, wo er den historischen Roman Julian der Erleuchtete (Zürich 1950) verfasste. Als letzter Gedichtband erschien 1951 Ernte am Mittag. Um 1950 war er, vermittelt durch Ernst Jünger kurzzeitig einziger Redakteur der in Tübingen erscheinenden Zeitschrift story. Hier hörte er Vorlesungen zur griechischen Tragödie des klassischen Philologen Walter F. Otto und lernte er den Klassischen Philologen, Sprachwissenschaftler und Schriftspezialisten Ernst Sittig kennen, dessen Arbeiten später für seine Bemühungen um die Entschlüsselung der Maya-Schrift Bedeutung erlangten. Nach Beendigung seiner Herausgeberschaft zog er sich in die Künstlerkolonie Positano an der Amalfiküste zurück. Außer dem Julian entstanden in diesen Jahren der mythologische Roman Medea oder der Grenzenlose (1951) und die Erzählung Tage mit Antonio. Tagebuch des Adriaan ten Holt (1954).
1953 brach Cordan für ein Buchprojekt des Diederichs Verlags und der Büchergilde Gutenberg nach Mexiko auf, wo er sich schließlich endgültig niederließ. Er führte zahlreiche Expeditionen zu archäologischen Stätten der Maya-Kultur durch und lernte Sprachen der Indios. Am 24. September 1955 flog er von Havanna über Bermuda nach Madrid. Die Maschine musste wegen eines technischen Defekts am Fahrwerk eine Bauchlandung machen. Über diesen dramatischen Zwischenfall berichtete Der Spiegel, wobei Cordan ausführlich zitiert wurde.

### Mexiko
Von 1955 bis 1959 lebte Cordan in San Cristóbal de las Casas in Chiapas, Mexiko. Hier stritt er sich mit der Anthropologin und Fotografin Gertrude Duby-Blom, die in seinen Büchern nicht sonderlich gut wegkam. Im Jahr 1962 stellte er eine These zur Interpretation von Maya-Zeichen, das Sistema de Mérida, vor und übernahm einen Lehrstuhl für Ethnologie an der Universität von Mérida im mexikanischen Bundesstaat Yucatán. Er gab 1962 eine sehr freie Interpretation des ursprünglich im Quiché abgefassten Popol Vuh heraus.
Wolfgang Cordan starb im Alter von 56 Jahren auf einer Forschungsreise. Sein Freund und Expeditionsgefährte Lampo von der Ethnie der Kuna wurde ein halbes Jahr nach Cordans Tod erschlagen. Die Karteikarten zu Cordans Hauptwerk, einem vergleichenden Wörterbuch der Maya-Schriften, wurden bisher nicht gefunden. Er hinterließ eine Angehörige eines Maya-Stammes, mit der er einen Sohn hatte.

## Werke
Ein Werkverzeichnis von Werner Siebert, Gertrud Siebert, in: Castrum Peregrini CLIII–CLIV, 1982, S. 141–162.
- De wijzen van Zion. Contact, Amsterdam 1934 (Exilausgabe, übersetzt von Theo J. van der Wal).
- Das Jahr der Schatten (Gedichte). A.A.M. Stols, Rijswijk 1940.
- Das Muschelhorn (Gedichte). Privatdruck 1941 (60 Exemplare)
- Orion Lieder (Gedichte). Privatdruck 1941 (60 Exemplare).
- Spiegel der Niederlande. Die Niederländische Dichtung seit der Achtziger Bewegung (Einleitung und Übertragung). Tiefland Verlag, Amsterdam 1941
- Der vlämische Spiegel. Die vlämische Dichtung von Guido Gezelle bis zur Gegenwart (Einleitung und Übertragung). Tiefland Verlag, Amsterdam 1943
- De Bart (Erzählung). Het Kompas, Antwerpen 1943
- mit Thomas Maretzki und Hans Piron: Lieder aus dem Polderhof. Amsterdam In Erinnerung an einen Herbst (Gedichte). 1943 (21 Exemplare)
- Besinnung auf Mallarmé. Argonautendruck, Amsterdam 1944
- Verwandlungen. Amsterdam 1946 (200 Exemplare)
- Tag und Nacht Gleiche. Amsterdam 1946 (60 Exemplare)
- Herwig Hensen: Lob der Bereitschaft. Eine Auswahl aus dem Werk des Dichters von Wolfgang Cordan und Johannes Piron (Übersetzung aus dem Niederländischen). Speer Verlag, Zürich, 1949
- Julian der Erleuchtete. Historischer Roman.Origo-Verlag, Zürich 1950
- Ernte am Mittag (Gedichte). Heliopolis-Verlag, Tübingen 1951
- Medea oder Das Grenzenlose (Roman). Diederichs, Düsseldorf 1952
- Das Mittelmeer (bebilderter Reisebericht). Diederichs, Düsseldorf 1953
- Tage mit Antonio. Tagebuch des Adriaan ten Holt (Erzählung). Eremiten-Presse, Frankfurt 1954
- Israel und die Araber. Versuch einer Anschauung. Verlag für Politik und Wirtschaft, Köln 1954
- Mexiko. Versuch über das Unzerstörbare. Diederichs, Düsseldorf/Köln 1955; überarbeitete Version: Mexiko. Land der 100 Gesichter. ebd. 1967
- Der Nil. Die Geschichte eines Stromes in Bildern. Diederichs, Düsseldorf/Köln 1956
- Geheimnis im Urwald. Entdeckungsfahrten auf den Spuren der Mayas. Diederichs, Düsseldorf/Köln 1959
- Mayakreuz und rote Erde. Unter Indios in Mexiko. Classen, Zürich/Stuttgart 1960
- Tod auf Haiti. Erzählung. Diederichs, Düsseldorf/Köln 1961
- Das Buch des Rates. Schöpfungsmythos und Wanderung der Quiché-Maya. Diederichs, Düsseldorf/Köln 1962; Neuausgabe: Popol vuh. Das Buch des Rates. Mythos und Geschichte der Maya. ebd. 1973, ISBN 3-424-00016-7
- Götter und Göttertiere der Maya. Resultate d. Merida-Systems. Francke, Bern/München 1963
- Tigerspur. Mythos und Gegenwart im Lande der Maya. Diederichs, Düsseldorf/Köln 1964
- Jahre der Freundschaft. Gedichte aus dem Exil (Auswahl aus dem Gesamtwerk). In: Castrum Peregrini CLIII-CLIV, hrsg. von Karlhans Kluncker, S. 39–140. Castrum-Peregrini-Presse, Amsterdam 1982, ISBN 90-6034-048-5
- Die Matte. Autobiografische Aufzeichnungen. Hrsg. und mit einem Nachwort versehen von Manfred Herzer. MännerschwarmSkript-Verlag, Hamburg 2003, ISBN 3-935596-33-2
  - Rezension von Herbert Potthoff, Invertito, 6, 2004